# ذا نيشن (مجلة)
 ذا نيشن  أقدم مجلة أسبوعية مازالت مستمرة بالنشر في الولايات المتحدة الأمريكية. وتصف هذه المجلة نفسها بأنها مخصصة بالأمور السياسية والثقافية وذات توجهات يسارية صدر العدد الأول منها في 6 يوليو 1865 في مدينة نيويورك.
تملك هذه المجلة مكاتب في واشنطن ولندن وجنوب أفريقيا مع أقسام تضم فن العمارة و الدفاع العسكري والبيئة الطبيعية والشؤون القانونية والسينما والموسيقى وشؤون السلام ونزع السلاح. وقد بلغت ذروة مبيعاتها في 2006 عندما وزعت 187,000 لتتراجع مبيعاتها في سنة 2010 إلى 145,000 نسخة. وتناقصت نسبة المبيعات الورقية مابين 2009 إلى 2010 حوالي 5% والنسخة الإلكترونية ارتفعت في نفس الفترة 32.8%.